# Falkenstein (Saxônia)
Falkenstein é um município da Alemanha, situado no distrito de Vogtlandkreis, no estado da Saxônia. Tem 31,06 km² de área, e sua população em 2019 foi estimada em 7.947 habitantes.